# Javier Arenas
Francisco Javier Arenas Bocanegra (ur. 28 grudnia 1957 w Sewilli) – hiszpański polityk, prawnik i samorządowiec, działacz Partii Ludowej i jej sekretarz generalny w latach 1999–2003, parlamentarzysta, w latach 1996–1999 i 2002–2004 minister, od 2003 do 2004 wicepremier.

## Życiorys
Ukończył studia prawnicze na Universidad de Sevilla. Pracował jako urzędnik w ministerstwie kultury, prowadził również własną firmę prawniczą. Działał od 1977 w ugrupowaniu chadeckim, które przyłączyło się do Unii Demokratycznego Centrum, wchodził w skład władz UCD na poziomie prowincji i regionu. W 1982 został dyrektorem fundacji Fundación Humanismo y Democracia, później dołączył do Demokratycznej Partii Ludowej, z którą pod koniec lat 80. współtworzył Partię Ludową.
Od 1983 był członkiem władz miejskich w Sewilli, powołany na zastępcę alkada. W 1986 po raz pierwszy uzyskał mandat posła do parlamentu Andaluzji, w późniejszych latach wielokrotnie ponownie wybierany do regionalnych kortezów. Był także członkiem Kongresu Deputowanych IV, V, VII i VIII kadencji, zaś w latach 1994–1996 wchodził w skład Senatu.
W strukturach Partii Ludowej pełnił m.in. funkcję przewodniczącego jej struktur w Andaluzji, zaś od 1999 do 2003 był jej sekretarzem generalnym. Wchodził w skład pierwszego oraz drugiego rządu José Maríi Aznara jako minister pracy i spraw społecznych (1996–1999), minister administracji publicznej (2002–2003) oraz drugi wicepremier i minister ds. prezydencji (2003–2004). W 2008 ponownie delegowany przez regionalny parlament w skład hiszpańskiego Senatu.